# Megaselia xanthopyge
Megaselia xanthopyge är en tvåvingeart som beskrevs av Rudolf Beyer 1965. Megaselia xanthopyge ingår i släktet Megaselia och familjen puckelflugor. Inga underarter finns listade i Catalogue of Life.